# Richard Schulze-Kossens
Richard Schulze (2 octobre 1914 à Spandau, Berlin – 3 juillet 1988, Düsseldorf) est un officier de la Waffen-SS pendant la Seconde Guerre mondiale qui a atteint le grade de SS-Obersturmbannführer (lieutenant-colonel). Pendant la Seconde Guerre mondiale, Schulze a servi comme adjudant SS du ministre des affaires étrangères Joachim von Ribbentrop et, plus tard, il a commandé la 38e division SS de grenadiers Nibelungen. Il a reçu la Croix allemande en Or et l'Ordre de la Croix de la Liberté finlandaise.

## Jeunesse et service dans la SS
Richard Schulze est né à Spandau, Berlin. En 1934, Schulze âgé de 20 ans rentre dans l' Allgemeine SS et a été affecté au 6.SS-Standarte à Berlin. En novembre 1934, il sert dans la Leibstandarte SS Adolf Hitler (LSSAH), la garde rapprochée d'Adolf Hitler. En 1937, Schulze est réaffecté au 3. SS-Totenkopf-Standarte Thüringen , comme un adjudant (Feldwebel) de Theodor Eicke. Plus tard, il a travaillé comme adjudant au SS-Hauptamt (Quartier général de la SS) pour August Heißmeyer et le Ministre des affaires étrangères Joachim von Ribbentrop.

## Seconde Guerre mondiale
D'octobre 1939 à août 1941, il est un SS-Ordonnanz-offizier (aide de camp) d'Adolf Hitler. Tout en étant l'aide de camp d'Hitler, il intègre la Führerbegleitkommando ("FBK") qui est chargé de la protection et de la sécurité d'Hitler. En 1944, il est promu au grade de SS-Obersturmbannführer (lieutenant-colonel). En 1945, Il devient le commandant de la 38e division SS de grenadiers Nibelungen. À l'époque, Schulze était le commandant de la SS-Brigade des Nibelungen et de l'école SS de Bad Tölz.

## Vie personnelle
Après la Seconde Guerre Mondiale, Schulze change son nom en  "Richard Schulze-Kossens". Il a été détenu dans un camp américain de prisonnier pendant trois ans. Après avoir été libéré, il travaille comme vendeur et écrit plusieurs livres. Il est apparu dans l'épisode 26 du documentaire, Le Monde en guerre.
Il reste en contact avec un groupe d'anciens adjudants, secrétaires et autres membres du personnel qui ont continué à avoir une opinion favorable d'Hitler après la guerre. Schulze-Kossens est décédé d'un cancer du poumon le 3 juillet 1988. Plus de 100 anciens membres de la SS ont assisté à ses funérailles, beaucoup portant les insignes des associations de vétérans SS, et son cercueil a été enveloppé avec les hommages des anciennes unités SS. Werner Grothmann et un autre ancien officier Nazi fournirent des éloges.

## Carrière dans la SS

### Dates de promotions
- SS-Anwärter: 11 novembre 1934
- SS-Junker: 1er avril 1935
- SS-Standartenjunker: 11 novembre 1935
- SS-Standartenoberjunker: 2 février 1936
- SS-Untersturmführer: 20 avril 1936
- SS-Obersturmführer: 11 novembre 1936
- SS-Hauptsturmführer: 1er août 1940
- SS-Sturmbannführer: 24 février 1943
- SS-Obersturmbannführer: 11 novembre 1944

### Décorations
- Croix de fer de seconde (1940) et de première (1940) classes
- Croix allemande en or (1941)
- Agrafe de combat rapproché en bronze (1942)
- Insigne de combat d'infanterie (1940)
- Insigne des blessés en noir (1941)
- Ordre de la Croix de la Liberté, quatrième classe (1942)

### Citations
1. ↑  (en) Associated Press, « Richard Schulze-Kossens, Hitler Adjutant », The New York Times,‎ 11 juillet 1988 (lire en ligne, consulté le 9 janvier 2016)
2. 1 2  Hoffmann 2000, p. 55.
3. ↑  O'Donnell 2001, p. 99.
4. ↑  (en) Robert Harris, Selling Hitler : The Story of the Hitler Diaries, Random House, 2010, 69–71 p. (ISBN 978-1-4090-2195-7, lire en ligne)